# Grijze drongo
De grijze drongo  (Dicrurus leucophaeus) is een zangvogel uit de familie Dicruridae (drongo's).

## Kenmerken
De grijze drongo is 29 cm lang. Deze drongo is niet zwart maar grijs met een groengele vlek op de vleugel en een witte keel. De vogels in Maleisië hebben volledig grijze vleugels. De vogel heeft een grijze, gevorkte staart. Er zijn 15 ondersoorten waarvan de kleur varieert tussen lichtgrijs en donkergrijs. 

## Verspreiding en leefgebied
De grijze drongo komt voor als alleen broedvogel in de Himalayagebied en het zuiden en oosten van China. Populaties daar zijn trekvogels die overwinteren op het Indisch subcontinent en Zuidoost-Azië. De vogel is standvogel in Indochina, het schiereiland Malakka, Sumatra, Borneo, Palawan (Filipijnen) en de eilanden Java, Bali en Lombok.
Er worden 15 ondersoorten onderscheiden:
- D. l. longicaudatus Jerdon, 1862: van oostelijk Afghanistan tot de centrale Himalaya.
- D. l. hopwoodi Baker, ECS, 1918: van de oostelijk Himalaya via zuidelijk China tot noordoostelijk Indochina.
- D. l. nigrescens Oates, 1889: zuidoostelijk Myanmar en Malakka.
- D. l. mouhoti (Walden, 1870): van zuidwestelijk Myanmar tot centraal Indochina.
- D. l. celaenus Oberholser, 1912: Simeulue-eilanden  (ten westen van Sumatra).
- D. l. bondi Meyer de Schauensee, 1937: van Thailand tot zuidelijk Indochina.
- D. l. leucophaeus: Vieillot, 1817: Java, Bali, Lombok en Palawan (Filipijnen).
- D. l. leucogenis (Walden, 1870): centraal en noordelijk en oostelijk China.
- D. l. salangensis Reichenow, 1890: zuidoostelijk China.
- D. l. innexus (Swinhoe, 1870): Hainan.
- D. l. periophthalmicus (Salvadori, 1894): Sipura- and Pagai-eilanden (ten westen van Sumatra).
- D. l. siberu Chasen & Kloss, 1926: Siberut (ten westen van Sumatra).
- D. l. batakensis (Robinson & Kloss, 1919): noodelijk Sumatra.
- D. l. phaedrus (Reichenow, 1904): zuidelijk Sumatra.
- D. l. stigmatops (Sharpe, 1879): noordelijk Borneo.

Het is een algemeen voorkomende vogel van bosranden van verschillende typen hellingbos in heuvelland en gebergten tussen de 600 en 1800 m boven de zeespiegel.

## Status
De grijze drongo heeft een groot verspreidingsgebied en de grootte van de totale populatie is niet gekwantificeerd. Er zijn geen harde cijfers over trends, maar er is geen aanleiding om te veronderstellen dat de soort in aantal achteruit gaat. Om die reden staat deze drongo als niet bedreigd op de Rode Lijst van de IUCN.

## Afbeeldingen

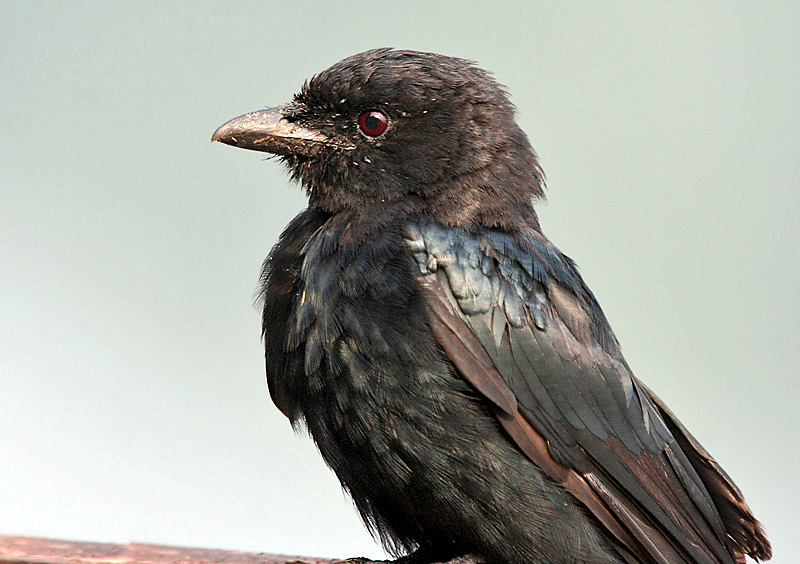
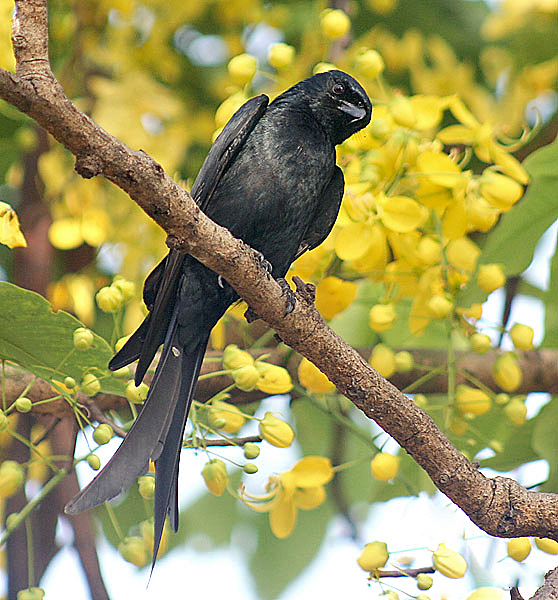
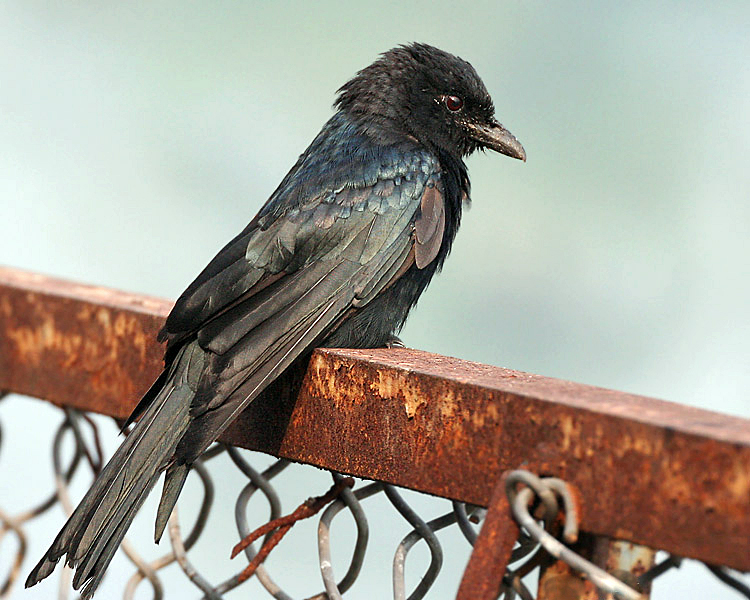